# Срболюб Кривокуча
Срболюб Кривокуча (серб. Србољуб Кривокућа, 14 березня 1928, Іваніца — 22 грудня 2002, Белград) — югославський футболіст, що грав на позиції воротаря, зокрема, за клуб «Црвена Звезда», а також національну збірну Югославії. По завершенні ігрової кар'єри — тренер.
Триразовий чемпіон Югославії. Володар кубка Югославії.

## Клубна кар'єра
У футболі дебютував 1948 року виступами за команду «Явор» (Іваніца), в якій провів один сезон.
Протягом 1950—1952 років захищав кольори клубу «Будучност».
Своєю грою за останню команду привернув увагу представників тренерського штабу клубу «Црвена Звезда», до складу якого приєднався 1952 року. Відіграв за белградську команду наступні шість сезонів своєї ігрової кар'єри.
Згодом з 1958 по 1966 рік грав у складі команд «Воєводина», ОФК (Белград), «Ворматія» та «Црвена Звезда».
Завершив ігрову кар'єру у команді «Раднички» (Крагуєваць), за яку виступав протягом 1966—1967 років.

## Виступи за збірну
1956 року дебютував в офіційних матчах у складі національної збірної Югославії. Протягом кар'єри у національній команді провів у її формі 7 матчів.
У складі збірної був учасником чемпіонату світу 1958 року у Швеції, де зіграв у чвертьфіналі з ФРН (0-1).
Був присутній в заявці збірної на чемпіонату світу 1962 року у Чилі, але на поле не виходив.

### Статистика виступів за збірну
| Матчі і голи за збірну | Матчі і голи за збірну | Матчі і голи за збірну | Матчі і голи за збірну | Матчі і голи за збірну | Матчі і голи за збірну | Матчі і голи за збірну | Матчі і голи за збірну |
| #                      | Дата                   | Місто                  | Суперник               | Голів                  | Результат              | Турнір                 | Прим.                  |
| ---------------------- | ---------------------- | ---------------------- | ---------------------- | ---------------------- | ---------------------- | ---------------------- | ---------------------- |
| 1.                     | 29.04.1956             | Будапешт               | Угорщина               | 0                      | 2:2                    | Кубок Центр. Європи    | 56'                    |
| 2.                     | 16.09.1956             | Белград                | Угорщина               | 0                      | 1:3                    | Кубок Центр. Європи    | 76'                    |
| 3.                     | 30.09.1956             | Белград                | Чехословаччина         | -2                     | 1:2                    | Кубок Центр. Європи    |                        |
| 4.                     | 20.04.1958             | Будапешт               | Угорщина               | -2                     | 0:2                    | Товариський матч       |                        |
| 5.                     | 19.06.1958             | Мальме                 | Німеччина              | -1                     | 0:1                    | ЧС-1958                |                        |
| 6.                     | 19.04.1959             | Будапешт               | Угорщина               | -4                     | 0:4                    | Товариський матч       |                        |
| 7.                     | 07.05.1961             | Белград                | Угорщина               | -2                     | 2:4                    | Товариський матч       | 46'                    |

## Кар'єра тренера
Розпочав тренерську кар'єру невдовзі по завершенні кар'єри гравця, 1968 року, очоливши тренерський штаб клубу «Шумадія» (Аранджеловац).
Протягом тренерської кар'єри також очолював команди «Майданпек», «Шумадія 1903» та «Раднички» (Крагуєваць), а також входив до тренерського штабу олімпійської збірної Югославії, де і закінчив кар'єру тренера в 1984 році.
Помер 22 грудня 2002 року на 75-му році життя в Белграді.

## Титули і досягнення
- Чемпіон Югославії (3):

«Црвена Звезда»: 1953, 1956, 1957
- Володар кубка Югославії (1):

ОФК (Белград): 1962